# (500) Селинур
(500) Селинур (нем. Selinur) — небольшой астероид главного пояса, который был открыт 16 января 1903 года немецким астрономом Максом Вольфом в обсерватории Хайдельберга и назван в честь героя романа «Ещё один» немецкого писателя Фридриха Фишера.

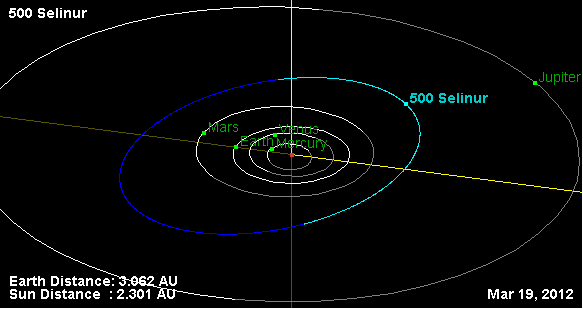
Орбита астероида Селинур и его положение в Солнечной системе